# Étaules, Charente-Maritime
Étaules är en kommun i departementet Charente-Maritime i regionen Nouvelle-Aquitaine i sydvästra Frankrike. Kommunen ligger  i kantonen La Tremblade som ligger i arrondissementet Rochefort. År 2022 hade Étaules 2 763 invånare.

## Befolkningsutveckling
Antalet invånare i kommunen Étaules
Referens:INSEE